# 陽川尚将
陽川 尚将（ようかわ なおまさ、1991年7月17日 - ）は、大阪府大阪市城東区出身の元プロ野球選手（内野手、外野手）。右投右打。

## 経歴

### プロ入り前
小学2年時に「関目東ライオンズ」で三塁手として野球を始める。大阪市立菫中学校時代には、硬式チームの「大阪都島ボーイズ」で投手兼三塁手を務めた。1学年上に浅村栄斗がいる。
金光大阪高校への進学後は、1年夏に背番号15でベンチ入りし、第89回全国高等学校野球選手権大会に出場。2年春から遊撃のレギュラーを確保すると、3年生の春に第81回選抜高等学校野球大会へ出場した。2学年上に植松優友、同学年に長江翔太がいる。

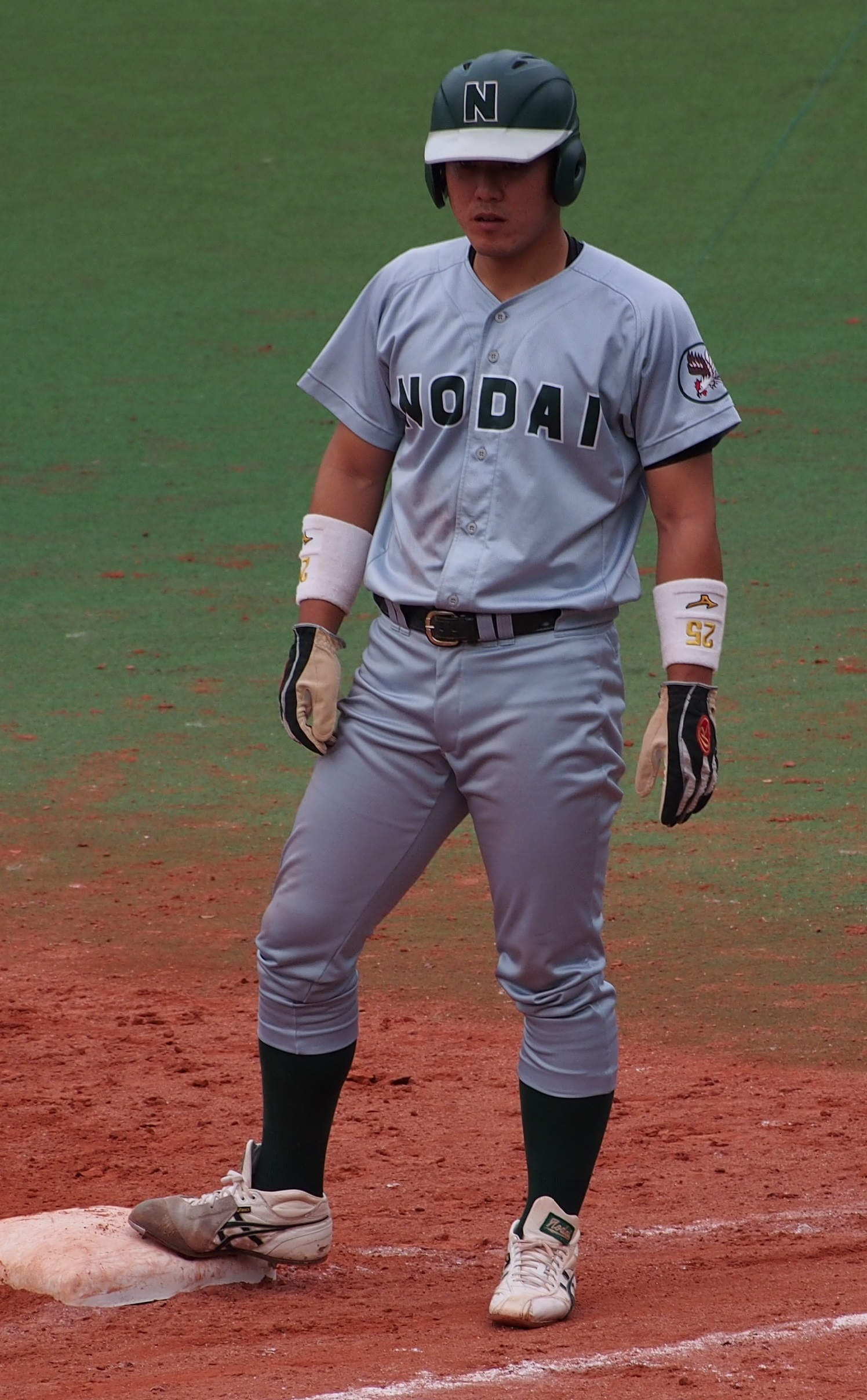
東京農業大学時代
（2013年10月21日 明治神宮第二球場）

高校通算で36本塁打を放つほどの長打力が評価されて、2009年のNPB育成ドラフト会議では、読売ジャイアンツから3巡目で指名されたが、陽川は入団を固辞したうえで東京農業大学に進学した。
大学では、1年生の春から東都大学野球2部のリーグ戦に出場。主に三塁を守るとともに、リーグ戦通算で109安打、23本塁打、51打点を記録した。
2013年のNPBドラフト会議で、阪神タイガースから3巡目で指名。球団を問わず、4巡目以下の順位で指名された場合には社会人野球へ進むことを事前に表明していたが、契約金5500万円、年俸840万円（金額は推定）という条件で阪神に入団した。背番号は55。

### 阪神時代

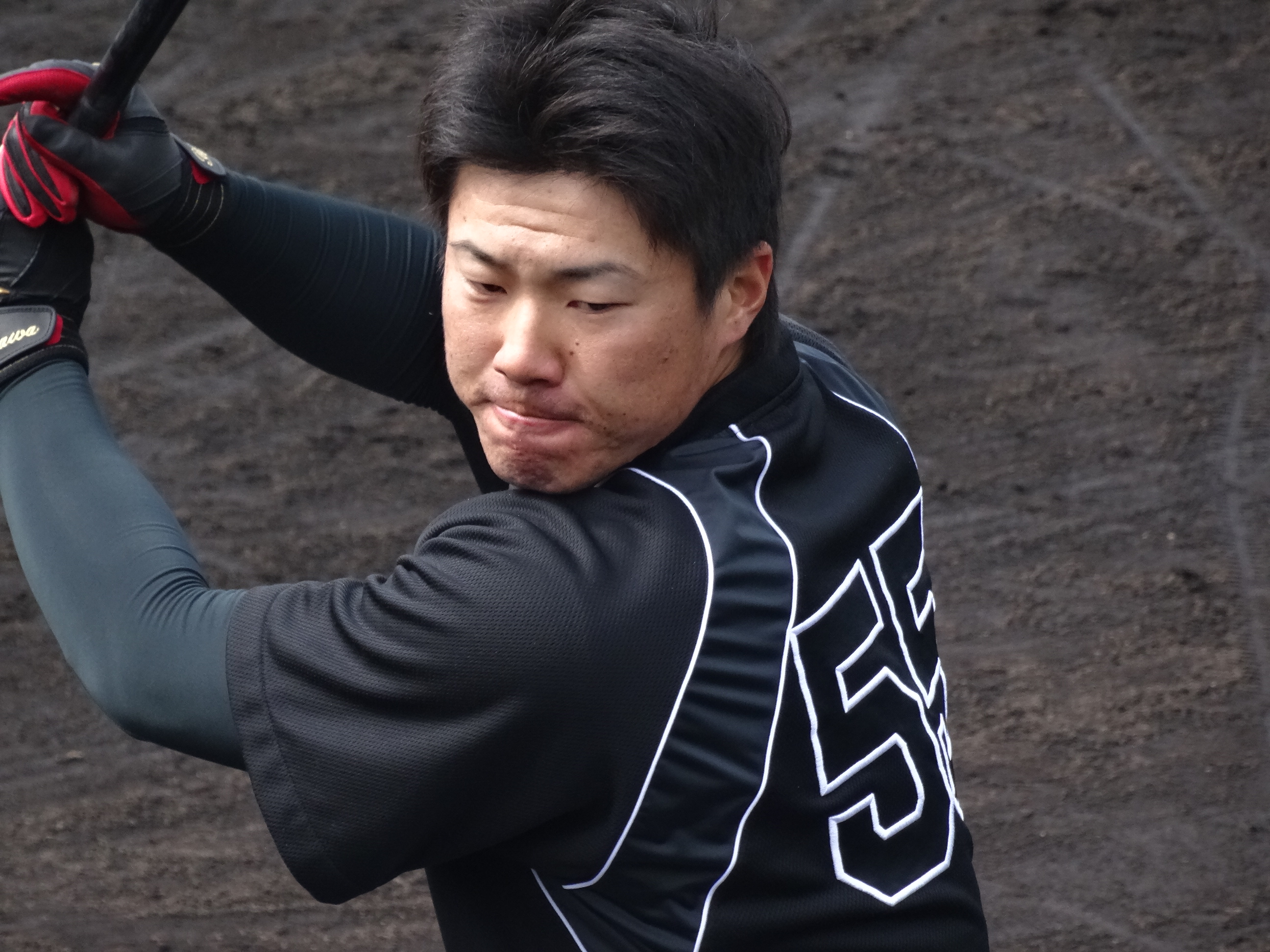
阪神タイガース時代
（2016年3月20日 阪神鳴尾浜球場）

2014年春季キャンプ前の1月に内科的疾患で入院、同年シーズンは二軍での生活に終始した。ウエスタン・リーグの公式戦には、98試合に出場。打率.241、6本塁打、38打点を記録する一方で、三塁の守備で12失策を喫した。シーズン終了後の秋季キャンプでは、当時の監督和田豊からMVPに選定された。
2015年には、正三塁手候補の1人として沖縄での春季一軍キャンプに参加したが、一塁手としてスタメンに起用された三星ライオンズ（KBO）との練習試合（2月13日）1回表の守備中に、ダイビングキャッチによるゴロの捕球で左肩を亜脱臼。患部のリハビリに、およそ3か月を要した。6月中旬から実戦に復帰すると、フレッシュオールスターゲームでは、ウエスタン・リーグ選抜のメンバーに初めて選出（試合自体は荒天の影響で中止）。同リーグの公式戦では、54試合の出場で、打率.213、3本塁打、16打点を記録した。シーズン終了後には、NPB選抜チームの一員として台湾でのウィンターリーグに参加、チーム事情で二塁手や遊撃手として起用されながら、17試合の出場で、打率.345、20安打（二塁打6本・三塁打2本・本塁打2本）、13打点という好成績を残した。同年10月に就任した金本知憲より「今後が期待できる若手選手」の1人に挙げられた。
2016年には、前年に続いて、沖縄での春季一軍キャンプに参加し、従来の一塁・三塁に加えて、外野の守備にも挑戦した。その後いったん一軍を離れ、迎えた3月15日開幕のウエスタン・リーグ公式戦では、開幕戦から2試合連続本塁打を記録。18試合終了時点で、4番打者として全試合にスタメンで出場すると、5本塁打、18打点（いずれもリーグ1位）、打率.347という好成績で3・4月度のリーグ月間MVPを受賞した。4月15日の対中日ドラゴンズ戦（ナゴヤドーム）5回裏の三塁守備で公式戦に初めて登場すると、7回表の初打席で初安打を記録。一軍公式戦でのスタメンデビュー戦となった翌16日の対同カードは、左翼手として出場した。同月29日の対横浜DeNAベイスターズ戦（阪神甲子園球場）では、初本塁打（逆転の2点本塁打）をバックスクリーン左へ放つと、チームの勝利によって同期入団の岩貞祐太と共に自身初のヒーローインタビューを経験した。公式戦全体では、三塁手や左翼手としてスタメンに随時起用されながら、29試合に出場。2本塁打、4打点、打率.167を記録した。ウエスタン・リーグでは、球団史上初の打撃三冠王誕生を射程圏内に収めるほど、4番打者としてシーズン終盤まで好調を維持。9月中旬に一軍へ復帰した関係で、打率（.301）は首位打者（塚田正義）と.0366差の3位にとどまったものの、62打点で打点王を、14本塁打で本塁打王のタイトルをバーバロ・カニザレスと分け合った。
2017年には、外野手への転向を視野に入れながら、二軍監督の掛布雅之の方針で春季キャンプを3年ぶりに二軍（安芸）で過ごした。7月8日にシーズン初の一軍昇格を果たすと、4試合の代打起用で1安打1四球を記録したが、前半戦の終了を機に出場選手登録を抹消された。ウエスタン・リーグ公式戦では前年に続いて好調で、9月上旬には5試合連続で本塁打を放ち、5試合目（9日の対ソフトバンク戦）の本塁打でファームにおけるシーズン通算本塁打の球団最多タイ記録（21本）を達成。翌10日から一軍へ復帰すると、同日の対DeNA戦に「5番・一塁手」として1年ぶりにスタメンへ起用されたが、第1打席から3打席連続で三振を喫するなど4打数無安打に終わった。9月18日の対広島東洋カープ戦（いずれも甲子園）では、7回裏に代打で公式戦のシーズン初本塁打を記録した。ウエスタン・リーグ公式戦では21本塁打でサビエル・バティスタと本塁打王を分け合い、通算91打点で打点王のタイトルを獲得した。いずれも2年連続での獲得であったが、シーズン終了後の契約交渉では、推定年俸850万円（前年から50万円減）という条件で契約を更改。交渉に同席した球団の担当者からは、「二軍でのタイトルはもう要らないから、二軍での打力を一軍で発揮して欲しい」との注文が付いた。
2018年には、2年ぶりに春季キャンプから一軍へ同行。オープン戦にも12試合へ出場したが、打率が.207にとどまるほど打撃が振るわず、開幕一軍入りを逃した。さらに、新任の二軍監督・矢野燿大の方針から、ウエスタン・リーグの公式戦では4番打者の座を板山祐太郎に譲る試合が相次いだ。しかし、一軍公式戦の開幕当初に4番打者を任されていた新外国人選手ウィリン・ロサリオの不振を背景に、6月4日付でロサリオに代わって一軍へ復帰。同日の対埼玉西武ライオンズ戦（メットライフドーム）に「6番・一塁手」としてスタメンで起用されると、一軍公式戦でのシーズン初本塁打を含む2安打で4打点を挙げた。6月は一軍公式戦での月間打率が.358に達するほど打撃が好調で、7月1日の対東京ヤクルトスワローズ戦（神宮球場）からは一時、阪神の公式戦第103代目の4番打者に起用。同月下旬以降は、左翼手・右翼手としての先発出場も経験しながら、シーズン終了まで一軍に帯同した。一軍公式戦には自己最多の75試合へ出場し、4番打者以外にも半数以上の試合でクリーンアップを任され、プロ入り後自己最高の打率.252、6本塁打、48打点を記録した。シーズン中から右肘の状態が思わしくなかったことから、シーズン終了後の10月19日に右肘のクリーニング手術を受けた。
2019年には、前述した手術の影響で、春季キャンプを二軍で過ごした。オープン戦の序盤に一軍へ合流したが、打撃が振るわず、中盤以降は二軍で再調整。4月20日の対巨人戦（甲子園）に「7番・一塁手」としてスタメンで一軍に復帰すると、4月24日の対DeNA戦（横浜）では、一軍公式戦でのシーズン初本塁打を9回表に代打で記録した。9月29日の対中日戦（甲子園）でも、0-0で迎えた5回裏からの代打起用で先制本塁打を記録。チームの勝利と、2年ぶりのクライマックスシリーズ進出に貢献した。レギュラーシーズン全体では、左投手の先発が予告された試合でスタメンに起用されるなど、一軍公式戦28試合に出場。2本の代打本塁打を含むを3本塁打を放ったものの、打率は自己最低の.109、打点はわずか4で、得点圏で迎えた打席では7打数ノーヒットと振るわなかった。CSでもスタメン起用の機会があったが、シーズン終了後の11月22日には、推定年俸1900万円（前年から100万円減）という条件で契約を更改した。
2020年は2018年以来となる70試合以上の出場を果たし、9月に新型コロナウイルスに罹患して離脱したものの長らく一軍に登録され10月に復帰してからは糸井嘉男に代わって右翼のスタメンとして出場する機会も増加し、本塁打は10月31日に放った自身初となる満塁本塁打を含むキャリアハイを更新する8本を放った。同年オフは500万円増となる推定年俸2400万円で契約を更改した。
2021年は、ルーキーの佐藤輝明の台頭などにより出場機会が激減、打撃が振るわず最終的に打率.176、2本塁打、6打点となった。同年オフは350万円減となる推定年俸2050万円で契約を更改した。
2022年は、開幕一軍を逃したものの7月中旬以降は一軍に帯同し続けると、8月11日に2戦連続マルチ安打を放ち、その時点での対左投手への打率が5割近くとなった。最終的に、左投手への打率が.357と主に左腕キラーの代打、チームで選手離脱があった時のスタメンとして、45試合に出場、打率.294という成績を残した。11月29日、150万円増となる推定年俸2200万円で契約を更改した。

### 西武時代
2022年12月9日に同年から初めて導入された現役ドラフトで埼玉西武ライオンズに指名され、移籍が決定、同月20日に入団発表が行われた。背番号は52。
2023年は、9試合出場、打率.167、1本塁打、1打点にとどまった。11月25日、400万円減となる推定年俸1800万円で契約を更改した。
2024年は序盤に一軍昇格し、交流戦では4番を任された試合もあった。6月末に登録抹消されてからは再昇格の機会はなく、10月2日に戦力外通告を受けた。同年限りで現役を引退。

### 現役引退後
2025年1月1日付で阪神の野球振興室のアカデミーコーチに就任。

## 選手としての特徴・人物
- 力強いスイングが持ち味の右打の長距離打者[56]。大学時代に1年春から全試合でフルイニング出場を果たしたほど、強い身体の持ち主でもある[4]。
- 福岡ソフトバンクホークスに所属していた下沖勇樹とはいとこ[57]。
- レゲエシンガーの強とは「大阪都島ボーイズ」時代の選手とコーチの関係であり、現在も交流がある。一軍公式戦にて本塁打を打つことを条件にホームゲームで使用する登場曲用としてオリジナルの楽曲を書き下ろすことを約束しており[58]、実際に2016年4月29日の横浜DeNA戦で陽川がプロ初本塁打を放ったことを受けて楽曲が作成された。2017年シーズンより登場曲として使用している。
- 阪神入団後の2017年頃からは、チームメイトから「ゴリラ」と呼ばれている。2018年のレギュラーシーズン序盤には、ウエスタン・リーグの公式戦で陽川が安打や本塁打を放つたびに、チームメイトが「ゴリラポーズ」（平手で自分の胸を叩く仕草）で陽川を称えるパフォーマンスを披露するまでに発展[31]。6月に陽川が一軍へ昇格してからは、「ゴリラポーズ」が一軍のナインにも波及している[59]。阪神時代の2020年、陽川の公式グッズとして「陽川バナナフェイスタオル」が販売されていた[60]が、陽川本人はバナナがあまり好きではない[61]。

## 詳細情報

### 年度別打撃成績
| 年 度     | 球 団     | 試 合 | 打 席 | 打 数 | 得 点 | 安 打 | 二 塁 打 | 三 塁 打 | 本 塁 打 | 塁 打 | 打 点 | 盗 塁 | 盗 塁 死 | 犠 打 | 犠 飛 | 四 球 | 敬 遠 | 死 球 | 三 振 | 併 殺 打 | 打 率 | 出 塁 率 | 長 打 率 | O P S |
| --------- | --------- | ----- | ----- | ----- | ----- | ----- | -------- | -------- | -------- | ----- | ----- | ----- | -------- | ----- | ----- | ----- | ----- | ----- | ----- | -------- | ----- | -------- | -------- | ----- |
| 2016      | 阪神      | 29    | 77    | 72    | 6     | 12    | 0        | 0        | 2        | 18    | 4     | 0     | 0        | 0     | 0     | 4     | 0     | 1     | 22    | 0        | .167  | .221     | .250     | .471  |
| 2017      | 阪神      | 12    | 19    | 18    | 1     | 3     | 0        | 0        | 1        | 6     | 1     | 0     | 0        | 0     | 0     | 1     | 0     | 0     | 8     | 0        | .167  | .211     | .333     | .544  |
| 2018      | 阪神      | 75    | 299   | 274   | 27    | 69    | 16       | 5        | 6        | 113   | 48    | 5     | 0        | 0     | 1     | 17    | 1     | 7     | 76    | 7        | .252  | .311     | .412     | .723  |
| 2019      | 阪神      | 28    | 60    | 55    | 3     | 6     | 1        | 0        | 3        | 16    | 4     | 0     | 0        | 1     | 0     | 4     | 1     | 0     | 19    | 2        | .109  | .169     | .291     | .460  |
| 2020      | 阪神      | 71    | 182   | 158   | 19    | 39    | 6        | 0        | 8        | 69    | 24    | 2     | 2        | 2     | 1     | 15    | 2     | 6     | 42    | 4        | .247  | .333     | .437     | .770  |
| 2021      | 阪神      | 41    | 52    | 46    | 2     | 8     | 1        | 0        | 2        | 15    | 6     | 0     | 0        | 1     | 0     | 3     | 1     | 2     | 19    | 2        | .174  | .255     | .326     | .581  |
| 2022      | 阪神      | 45    | 75    | 68    | 6     | 20    | 6        | 0        | 1        | 29    | 6     | 0     | 0        | 1     | 0     | 4     | 0     | 2     | 20    | 0        | .294  | .351     | .426     | .778  |
| 2023      | 西武      | 9     | 28    | 24    | 1     | 4     | 0        | 0        | 1        | 7     | 1     | 0     | 0        | 0     | 0     | 2     | 0     | 2     | 11    | 0        | .167  | .286     | .292     | .577  |
| 2024      | 西武      | 11    | 33    | 30    | 0     | 4     | 0        | 0        | 0        | 4     | 2     | 0     | 0        | 0     | 0     | 2     | 0     | 1     | 7     | 0        | .133  | .212     | .133     | .345  |
| 通算：8年 | 通算：8年 | 321   | 825   | 745   | 65    | 165   | 30       | 5        | 24       | 277   | 96    | 7     | 2        | 5     | 2     | 52    | 5     | 21    | 224   | 15       | .221  | .290     | .372     | .662  |

- 2024年度シーズン終了時

### 年度別守備成績
| 年 度 | 球 団 | 一塁  | 一塁  | 一塁  | 一塁  | 一塁  | 一塁     | 三塁  | 三塁  | 三塁  | 三塁  | 三塁  | 三塁     | 外野  | 外野  | 外野  | 外野  | 外野  | 外野     |
| 年 度 | 球 団 | 試 合 | 刺 殺 | 補 殺 | 失 策 | 併 殺 | 守 備 率 | 試 合 | 刺 殺 | 補 殺 | 失 策 | 併 殺 | 守 備 率 | 試 合 | 刺 殺 | 補 殺 | 失 策 | 併 殺 | 守 備 率 |
| ----- | ----- | ----- | ----- | ----- | ----- | ----- | -------- | ----- | ----- | ----- | ----- | ----- | -------- | ----- | ----- | ----- | ----- | ----- | -------- |
| 2016  | 阪神  | 1     | 8     | 2     | 0     | 0     | 1.000    | 19    | 15    | 21    | 2     | 3     | .947     | 2     | 1     | 0     | 0     | 0     | 1.000    |
| 2017  | 阪神  | 2     | 17    | 2     | 0     | 2     | 1.000    | -     | -     | -     | -     | -     | -        | -     | -     | -     | -     | -     | -        |
| 2018  | 阪神  | 45    | 323   | 20    | 1     | 17    | .997     | 19    | 6     | 30    | 2     | 2     | .947     | 17    | 25    | 1     | 0     | 1     | 1.000    |
| 2019  | 阪神  | 11    | 62    | 5     | 0     | 4     | 1.000    | -     | -     | -     | -     | -     | -        | 11    | 7     | 0     | 1     | 0     | .875     |
| 2020  | 阪神  | 23    | 75    | 7     | 0     | 7     | 1.000    | -     | -     | -     | -     | -     | -        | 36    | 37    | 0     | 1     | 0     | .974     |
| 2021  | 阪神  | 23    | 54    | 6     | 1     | 3     | .984     | -     | -     | -     | -     | -     | -        | 10    | 6     | 0     | 0     | 0     | 1.000    |
| 2022  | 阪神  | 15    | 37    | 4     | 0     | 4     | 1.000    | 2     | 0     | 0     | 0     | 0     | .---     | 13    | 14    | 0     | 1     | 0     | .923     |
| 2023  | 西武  | 2     | 10    | 2     | 0     | 1     | 1.000    | 5     | 2     | 4     | 0     | 0     | 1.000    | -     | -     | -     | -     | -     | -        |
| 2024  | 西武  | 9     | 57    | 9     | 1     | 4     | .988     | -     | -     | -     | -     | -     | -        | -     | -     | -     | -     | -     | -        |
| 通算  | 通算  | 131   | 643   | 57    | 3     | 42    | .996     | 45    | 23    | 55    | 4     | 5     | .951     | 89    | 90    | 1     | 3     | 1     | .968     |

- 2024年度シーズン終了時

### 記録
初記録
- 初出場：2016年4月15日、対中日ドラゴンズ4回戦（ナゴヤドーム）、5回裏にマット・ヘイグに代わり三塁手として途中出場
- 初打席・初安打：同上、7回表にジョーダンから左前安打
- 初先発出場：2016年4月16日、対中日ドラゴンズ5回戦（ナゴヤドーム）、「7番・左翼手」として先発出場
- 初本塁打・初打点：2016年4月29日、対横浜DeNAベイスターズ6回戦（阪神甲子園球場）、5回裏に今永昇太から中越2ラン

### 背番号
- 55（2014年[7] - 2022年）
- 52（2023年[50] - 2024年）